# Аравацькі мови
Аравацькі мови — одна з найбільших сімей індіанських мов, поширених переважно в Південній Америці. До аравацьких мов належать мови локоно (власне аравацька), гоахіро, майпуре, ачагуа та інші. Для цих мов характерні розвинута система голосних і бідна система приголосних. Граматична будова аглютинативна (з елементами полісинтетизму). Вживаються прийменники й післяйменники.

## Розповсюдження та класифікація

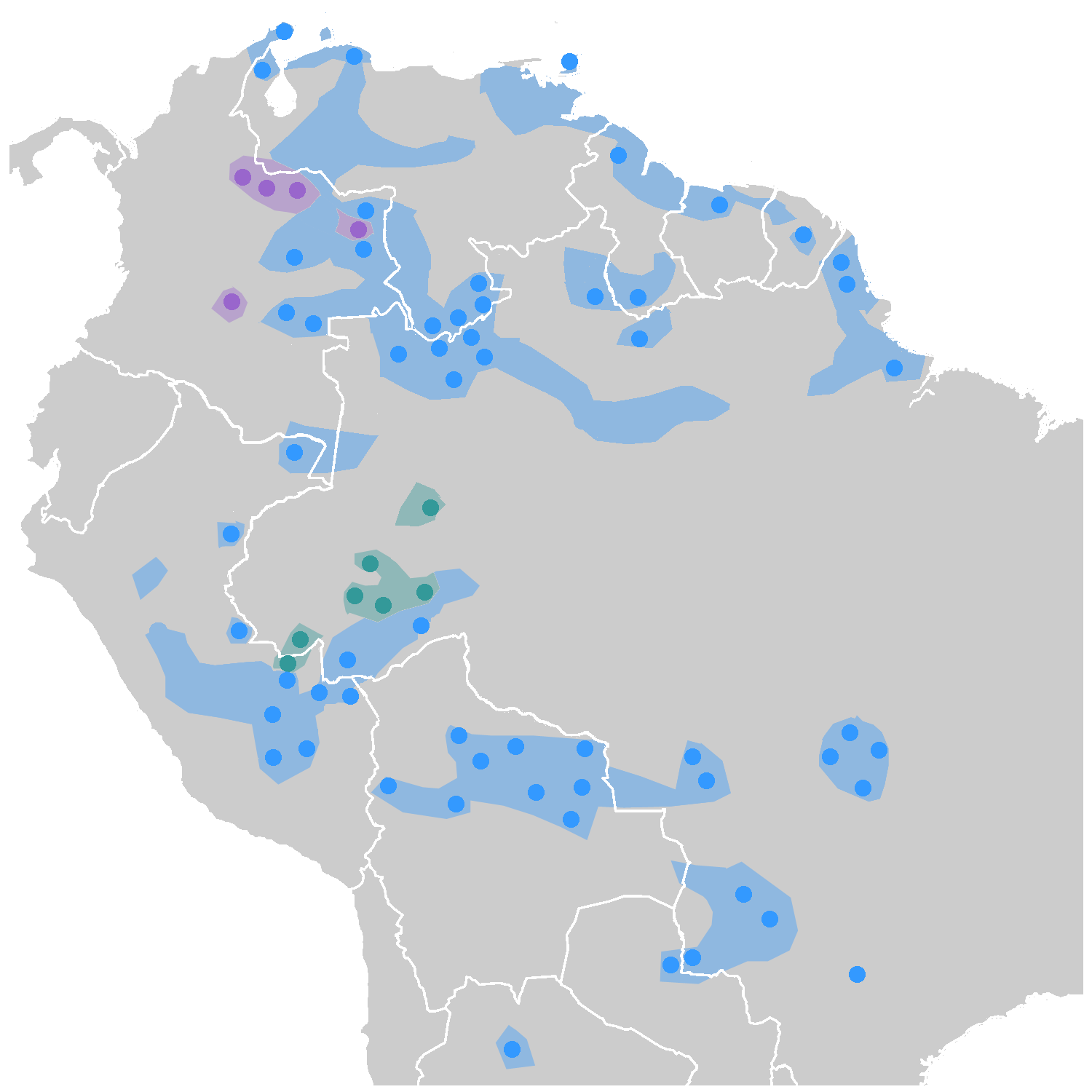
Блакить — маіпурійські мови; бузкове — ґуахібоанські мови; зелене — арауанські мови. Заливкою позначена ймовірна територія на час перших контактів з європейцями, цятками — сучасні задокументовані випадки використання.

Аравацькі мови зустрічаються від південної Флориди і островів Карибського басейну до Парагваю і від тихоокеанського узбережжя Перу до дельти Амазонки. У більшості районів цього ареалу аравацькі мови зараз повністю (чи майже повністю) щезли, витіснені європейськими. Найліпше аравацькі мови збереглися в басейні річки Ориноко та приток Амазонки Мадейра і Пурус, а також на високогірному болівійському плато. Загальна кількість мовців близько 400 тисяч людей, з яких близько половини припадає на гуахіро.
Єдиної класифікації аравацьких мов не існує. А. Мейсон, П. Ріве, Ч. Лоукотка класифікували їх головно за географічною ознакою — південна, центральна, північна групи. Дж. К. Ноубл, розвиваючи класифікацію Дж. Грінберга, виділяє групи: амуеша, аполіста, чамікуро, таїно (кожна представлена однією мовою), уруано (3 мови), арауано чи арауа (5 мов), марі-пурано (включає 8 підгруп, усього 77 мов).
Нижче наведена одна з «географічних» класифікацій. Лінгвістично аравацьку родину поділяють на дві підродини — південну та північну.
Північноаравацькі мови включають:
- амазонську гілку, представлену в льяносах, в північно-західній та центральній Амазонії: піапоко, ачагуа, юкуна, курріпако, катаполітані, уарікена, таріана, баніва, баре, вимерла мова майпуре, явітеро, манао та інші;
- прикарибську гілку — гуахіро Колумбії та Венесуели, вапішана, локоно (власне аравацька) в Суринамі, Гаяні, Гвіані, вимерлі мови токіно Великих Антилах та лукаян на Багамських островах. Мовно сюди ж відносять карибів Малих Антил, які походять від завойовників карибів та місцевих аравацьких жінок іньєрі, та близькі до них «чорні кариби» або каріфуна, які в колоніальний період розселилися на узбережжі Гондурасу, Гватемали, Белізу, Нікарагуа.

Окреме місце посідає мова палікур у Французькій Гвіані та сусідніх районах Бразилії.
Південна підродина включає: аравацькі мови перуанського нагір'я — амуеша, чамікуро, піро, іпуріна, кампа або ж ашанінка та близькоспоріднена маціґенка; східної Болівії — мохо та бауре; Мату-Ґросу — паречі, терено та інші. Невелика кількість терено живе в Парагваї та Аргентині.

## Особливості та характерні риси
Фонологічна система характеризується розвинутим вокалізмом та бідним консонатизмом. Так, у власне аравацькій мові 7 голосних і 14 приголосних (2 носові та 12 ротових), у гуахіро 6 голосних і 14 приголосних фонем (2 носові та 12 ротових). Для більшості аравацьких мов характерне протиставлення голосних за довжиною.
Морфологічно аравацькі мови аглютинативні з рисами полісинтетизму. Деякі групи належать до суфіксального типу, інші до префіксального, в ряді мов суфікси використовуються для словозміни, а префікси для словотворення. У багатьох мовах, наприклад в гуахіро, префікси використовуються переважно для іменникової словозміни (epi «чийсь дім», tepia «мій дім», pipia «твій дім», nipia «його дім», shipia «її дім», wepia «наш дім», jipia «наш дім», nepia «їхній дім»), а суфікси для дієслівної (?p? «дати» — невизначений вид, ?paj? «давати» — тривалий вид, ?pajau? «дати» — інтенсивний вид).
Для виразу синтаксичних стосунків використовуються як прийменники, так і післяйменники. Порядок слів зазвичай фіксований дієслово-суб'єкт-об'єкт, прийменникові і придієслівні атрибути зазвичай розташовуються в препозиції. Лексичні розходження за групами і окремими мовами вельми значні.
Аравацькі мови не мають власної писемності. Для записів використовують іспанську абетку з додатковими діакритиками та комбінаціями букв для означення сегментних і супрасегментних одиниць, які не мають аналогів в іспанській.